# Битва при Олдерне
Битва при Олдерне (англ. Auldearn; 9 мая 1645 года) — одно из сражений в ходе Гражданской войны в Шотландии между войсками роялистов во главе с Джеймсом Грэмом, 1-м маркизом Монтрозом и парламентской армией ковенантеров.

## Военные действия перед сражением
После победы в битве при Инверлохи армия Монтроза вновь направилась в северо-восточную Шотландию, где соединилась с отрядами маркиза Хантли. Впервые Монтроз стал располагать достаточно значительным контингентом кавалерии, что позволило роялистам начать более активные действия в равнинных регионах Шотландии. В начале апреля 1645 года Монтроз захватил Данди и разорил прилегающую к городу территорию. Однако навстречу ему с юга двинулась главная армия ковенантеров во главе с Уильямом Бейли. Это вынудило роялистов вновь отступить в горы. Бейли разделил свои войска на две части и одну из них, под командованием полковника Джона Урри, послал преследовать отходящего Монтроза. В начале мая 1645 г. роялисты были оттеснены к побережью Морейского залива, в территорию, мало известную Монтрозу и его шотландским горцам. У деревушки Олдерн, к югу от Нерна, полковник Урри попытался захватить роялистов врасплох, однако шум от прочищаемых солдатами ковенантеров мушкетов насторожил Монтроза и он сумел подготовиться к обороне.

## Положение сторон
Войска ковенантеров примерно в два раза превосходили по численности армию Монтроза: против 1750 человек шотландских горцев и ирландцев у роялистов полковник Урри располагал 3500 солдат. Монтроз разместил около 500 человек из отряда Аласдера «Макколлы» Макдональда (в основном, ирландцы и члены клана Гордон) на небольшом холме к северо-востоку от Олдерна. Эта группа получила королевский штандарт, чтобы ковенантеры приняли её за главные силы, тогда как основную часть своей армии, включая и кавалеристов Хантли, Монтроз оставил в укрытии.

## Ход битвы
Ковенантеры начали атаку вверх по склону холма на отряд Макколлы. Ирландцы удерживали оборону, предпринимая постоянные короткие вылазки на наступающих. Постепенно ирландцы стали отступать перед превосходящими силами противника. В этот момент Монтроз отдал приказ кавалерии Гордонов атаковать правый фланг ковенантеров. Роялисты врезались в построения противника и смяли конницу капитана Драммонда, который, выбрав неправильное направление движения, оказался в гуще собственной пехоты. Одновременно в атаку пошли основные силы Монтроза, а ирландцы Макколлы, перегруппировавшись, ударили в центр ковенантеров. Победа была полной, около 1500 солдат парламентской армии осталось на поле боя.
Возвратившись с остатками своего войска в Инвернесс, полковник Урри расстрелял Драммонда, отдавшего роковой приказ своей кавалерии, а затем отступил на юго-восток, на соединение с основной парламентской армией Уильяма Бейли.

## Значение сражения при Олдерне
Победа при Олдерне укрепила позиции роялистов в Шотландии и продемонстрировала важность совместных действий шотландских горцев и кавалерии Гордонов.